# フランクリン・マクヴェーグ

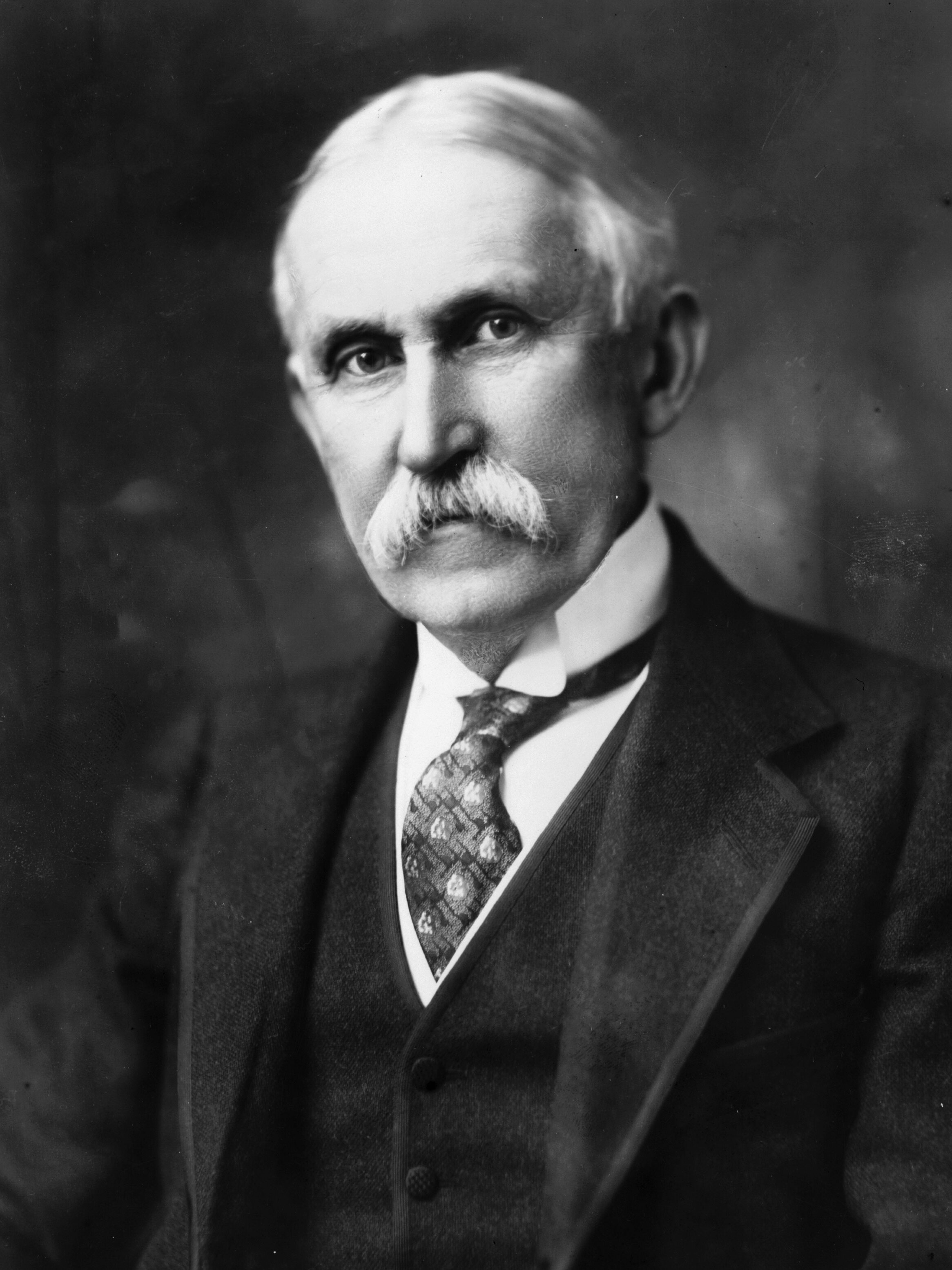
フランクリン・マクヴェーグ

フランクリン・マクヴェーグ（Franklin MacVeagh, 1837年11月22日 - 1934年7月6日）は、アメリカ合衆国の弁護士、実業家、政治家。1909年から1913年まで、ウィリアム・タフト大統領の下で財務長官を務めた。アメリカ合衆国司法長官を務めたウェイン・マクヴェーグの弟でもある。

## 生涯
1837年11月22日、マクヴェーグはペンシルベニア州チェスター郡の農場において、メジャー・マクヴェーグとマーガレット・マクヴェーグの第3子として誕生した。マクヴェーグは1862年にイェール大学を卒業し、1864年にコロンビア大学から法律の学位を授与された。
マクヴェーグはコロンビア大学を卒業後、ニューヨーク市で1866年まで弁護士として働き、その後イリノイ州シカゴへ転居した。マクヴェーグはそこで食料雑貨類の卸売業を設立した。1874年には、当時のシカゴで最も影響力のある市民団体であったシカゴ市民協会の理事長に就任した。
1880年、マクヴェーグはシカゴ商業国立銀行の総裁に就任した。マクヴェーグは1909年まで29年間にわたってシカゴ商業国立銀行の総裁を務めたが、それまで銀行経営の経験がほとんど無かったため、合衆国が抱える金融問題に無頓着であった。
また1894年にはアメリカ合衆国上院議員の民主党候補の1人としてその名が挙げられたが、イリノイ州議会での選挙で敗れた。そしてその2年後の1896年、マクヴェーグは所属政党を共和党に鞍替えした。
1909年、マクヴェーグはウィリアム・タフト大統領から財務長官に指名され、1913年までその座に就いた。マクヴェーグは財務長官として、合衆国の緊急課題であった通貨改革にあまり深く立ち入らず、1907年のアルドリッチ・ブリーランド法可決により設立されたアメリカ通貨委員会に改革を一任していた。しかしながらその一方で、年次報告においては「大量の現金を財務省の金庫に死蔵させ、一般の金融機関が手を出せないでいる現状は、あまりにも不合理である」と問題を取り上げ、改革の緊急性を強調していた。
マクヴェーグは財務省の効率性を向上させることに焦点を絞り、不必要と判断した450の役職を廃止した。また、関税や国税の支払いに支払保証小切手を使用することを許可したり、自動計量装置の導入により関税局を復活させるなどの改革を行った。
そして1913年、マクヴェーグはウィリアム・タフトの大統領任期満了に伴って、財務長官を離任した。
1934年7月6日、マクヴェーグはシカゴで死去した。マクヴェーグの遺体はシカゴのグレイスランド共同墓地に埋葬された。